# 日琉同祖論
日琉同祖論指日本人與琉球人（沖繩人）的起源是來自同一種族的一种论调。

## 概要

### 向象賢的日琉同祖論
向象賢（羽地按司朝秀）1650年编撰《中山世鑑》和《中山世譜》中記載，日本源為朝的兒子是琉球國舜天王朝建立者， 1187年至1237年在位。
根據《中山世鑑》記載，他是。保元之亂後，源為朝被流放伊豆國，因遇大風漂流至沖繩本島，並與當地豪族大里按司的妹妹結婚，生子尊敦（即後來的舜天）。尊敦15歲時即成為浦添按司。
1186年，天孫王朝第25代（末代）國王為重臣利勇所弒，琉球國大亂。舜天出兵平叛，誅滅利勇。因天孫王朝末代王無子，22歲的舜天遂於次年被群臣擁立為王。
舜天王事跡無從考證，又據有神話色彩，因此有些沖繩學學者對其真實性提出質疑。《保元物語》並中沒有關於源為朝渡琉的記載，有些學者據此認為源為朝根本就沒有漂泊至琉球的經歷，因此舜天王為源為朝之子係後世附會。甚至有學者認為舜天王本人就是一個杜撰的人物，琉球第一個國王「不是舜天，而是英祖」。
琉球國末期政治家、歌人向有恆（宜灣親方朝保、三司官）是親日派的代表人物之一，支持「日琉同祖論」，他认为万葉集中的上代日本語与琉球方言兩者有很多共通点。

## 外部連結
- 石田正治 統合の言説としての日琉同祖論 Discourse of Integration : Consanguinity of Japan and Ryukyu 法政研究 61(3-4上巻), 725-762, 1995-03-20 九州大学 （页面存档备份，存于）
- 石田正治 日琉同祖と沖縄人の個性(一) Consanguinity and Okinawas' Uniqueness 法政研究 70(3), 511-535, 2003-12-18 九州大学
- 石田正治 日琉同祖と沖縄人の個性(二)  Consanguinity and Okinawans' Uniqueness (2) 法政研究 71(1), 1-50, 2004-07-15 九州大学 （页面存档备份，存于）
- 三笘利幸 伊波普猷の「日琉同祖論」をめぐって: 初期の思想形成と変化を追う試み(1) Ifa Fuyu's 'Nichiryudosoron' : an Article about his early thought and change (1) 社会文化研究所紀要 62, 47-72, 2008-09九州国際大学 （页面存档备份，存于）